# يوآف رعنان
يوآف رعنان (بالعبرية: יואב רענן‏)؛ (ولد 15 يناير 1928) وغواص أولمبي إسرائيلي سابق. ولد في القاهرة بمصر.

## مهنة الغوص
تنافس رعنان مع إسرائيل في الألعاب الأولمبية الصيفية لعام 1952، في سن 24 في هلسنكي، وجاء في المركز التاسع في منصة الوثب للرجال والمركز 24 في منصة الغوص. كان هذا أول ظهور لإسرائيل في الألعاب الأولمبية. شارك رعنان لإسرائيل في دورة الألعاب الآسيوية لعام 1954 في مانيلا بالفلبين في الغوص، وحصل على الميدالية الذهبية في منصة انطلاق 3 أمتار والميدالية الفضية في منصة 10 أمتار. تنافس مرة أخرى لإسرائيل في الألعاب الأولمبية الصيفية لعام 1956، في سن 28 في ملبورن، وجاء في المركز الثاني والعشرين في منصة الوثب للرجال. كان رعنان واحدًا من ثلاثة متنافسين فقط يمثلون إسرائيل في تلك الألعاب، حيث أقيمت بعد أسابيع من حرب سيناء.